# Gounfara
Gounfara ist ein Dorf in der Landgemeinde Doguérawa in Niger.

## Geographie
Das von einem traditionellen Ortsvorsteher (chef traditionnel) geleitete Dorf liegt auf einer Höhe von 343 m im Tal der Maggia, etwa 25 Kilometer nordöstlich von Doguérawa, dem Hauptort der gleichnamigen Landgemeinde, die zum Departement Malbaza in der Region Tahoua gehört. Zu den größeren Dörfern in der Umgebung von Gounfara zählen das rund zehn Kilometer entfernte Kawara im Südwesten und das rund zwölf Kilometer entfernte Tama im Nordosten.

## Bevölkerung
Bei der Volkszählung 2012 hatte Gounfara 6404 Einwohner, die in 1146 Haushalten lebten. Bei der Volkszählung 2001 betrug die Einwohnerzahl 4875 in 822 Haushalten und bei der Volkszählung 1988 belief sich die Einwohnerzahl auf 3779 in 592 Haushalten.

## Wirtschaft und Infrastruktur
In Gounfara werden Zwiebeln und Augenbohnen angebaut.
Es gibt mit einem Centre de Santé Intégré (CSI) ein Gesundheitszentrum im Ort, das noch 2015 für die Versorgung von knapp 44.000 Menschen zuständig war. Durch die Gründung eines Gesundheitszentrums im Nachbardorf Kawara im darauffolgenden Jahr reduzierte sich die Zuständigkeit des CSI von Gounfara auf rund 21.000 Personen. Die Region war wiederholt von Cholera-Epidemien betroffen. Im Jahr 2012 wurden im CSI von Gounfara 73 Cholera-Patienten behandelt, von denen vier an der Krankheit starben. Nachdem es 2015 zu einer Meningitis-Epidemie mit landesweit 358 Todesfällen gekommen war, wurden im Folgejahr Tausende Menschen gegen die Krankheit geimpft, wobei Gounfara mit über 13.000 Impfungen neben Koutoukalé, Malbaza und Niamey eines der Zentren der Aktion des Gesundheitsministeriums war.
Es sind mehrere Schulen in Ort vorhanden.